# Hertug af Cumberland
Hertug af Cumberland er en engelsk (senere britisk og hannoveransk) titel, der blev oprettet i 1644. Titlen er knyttet til landskabet Cumberland i det nordvestlige England. Landskabets hovedby er Carlisle
Fra 1714 til 1837 var af Hannover i personalunion med Storbritannien og Irland. Efter 1837 gik titlen som hertug af Cumberland og Teviotdale i arv til det tyske overhoved for Huset Hannover. Samtidig var hertugen den ældste mandlige arving til kong Georg 3. af Storbritannien og Hannover. 
I 1913 blev Prins Ernst August 3. af Hannover hertug af Braunschweig. Han deltog i 1. verdenskrig på tysk side. Som en konsekvens af dette mistede hans far Ernst August Hertug af Cumberland alle sine sine britiske titler i 1919. Siden har titlen som Hertug af Cumberland og Teviotdale været ubesat. 

## Hertuger af Cumberland

### De første hertuger
- 1644-1682: Rupert af Pfalz, søn af ”Vinterdronningen” (Elizabeth Stuart], han var general, admiral og guvernør for Hudson's Bay Company, Rupert's Land er kaldt op efter ham.
- 1689-1708: Prins Jørgen af Danmark-Norge, han var gift med dronning Anne Stuart af England og Skotland.
- 1726-1765: Prins William, hertug af Cumberland, bror til dronning Louise af Danmark-Norge, søn af Georg 2. af Storbritannien.

### Hertug af Cumberland og Strathearn
- 1766-1790: Prins Henry, hertug af Cumberland og Strathearn, bror til dronning Caroline Mathilde af Danmark-Norge, søn af prins Frederik Ludvig af Wales.

### Hertuger af Cumberland og Teviotdale
- 1799-1851: Prins Ernst August, hertug af Cumberland og Teviotdale, i 1837 blev han indsat som kong Ernst August 1. af Hannover, han var fjerde søn af kong Georg 3. af Storbritannien og Hannover.
- 1851-1878: Georg 5. af Hannover, hertug af Cumberland og Teviotdale, i 1866 fordrev Preussen ham som konge af Hannover.
- 1878-1919: Prins Ernst August, hertug af Cumberland og Teviotdale, kronprins af Hannover, gift med Prinsesse Thyra af Danmark, mistede sine britiske titler i 1919, fordi hans søn hertugen af Braunschweig deltog i 1. verdenskrig på tysk side, døde i 1923.

### Arvinger til titlen som Hertug af Cumberland
- 1923-1953: Prins Ernst August 3. af Hannover, hertug af Braunschweig (1913-1918), søn af Ernst August Hertug af Cumberland og Prinsesse Thyra af Danmark, svigersøn af kejser Wilhelm 2. af Tyskland.
- 1953-1987: Prins Ernst August 4. af Hannover, i 1914-1919 var han var prins af Storbritannien og Irland, i 1931 genudnævnte hans far ham til prins af Hannover, Storbritannien og Irland, han var bror til dronning Frederike af Grækenland.
- 1987-nu: Prins Ernst August 5. af Hannover, han er den ældste mandlige arving til kong Georg 3. af Storbritannien og Hannover, gift to gange, første gang med Chantal Hochuli, anden gang med prinsesse Caroline, datter af Grace Kelly og fyrst Rainier 3. af Monaco, der er børn i begge ægteskaber.
  - Prins Ernst August af Hannover, født 1983, ældste søn af Chantal Hochuli og Prins Ernst August 5. af Hannover.